# Jean-Baptiste Lemoyne (1704-1778)
Pour les articles homonymes, voir Jean-Baptiste Lemoyne et Lemoyne.
Jean-Baptiste Lemoyne, dit Jean-Baptiste II Lemoyne, né le 15 février 1704 à Paris et mort en 1778 dans la même ville, est un sculpteur français.

## Biographie
Fils du sculpteur Jean-Louis Lemoyne (1665-1755), et neveu du sculpteur Jean-Baptiste Lemoyne (dit Jean-Baptiste I Lemoyne) (1679-1731). Il est l'élève de Robert Le Lorrain, à l'Académie royale de peinture et de sculpture.
Jean-Baptiste Lemoyne obtient le prix de Rome en sculpture de 1725. Il est le maître d'Augustin Pajou pour qui il représente la grande tradition de la sculpture française. Il est en effet le portraitiste attitré du roi Louis XV et son statuaire monumental.

## Œuvres dans les collections publiques

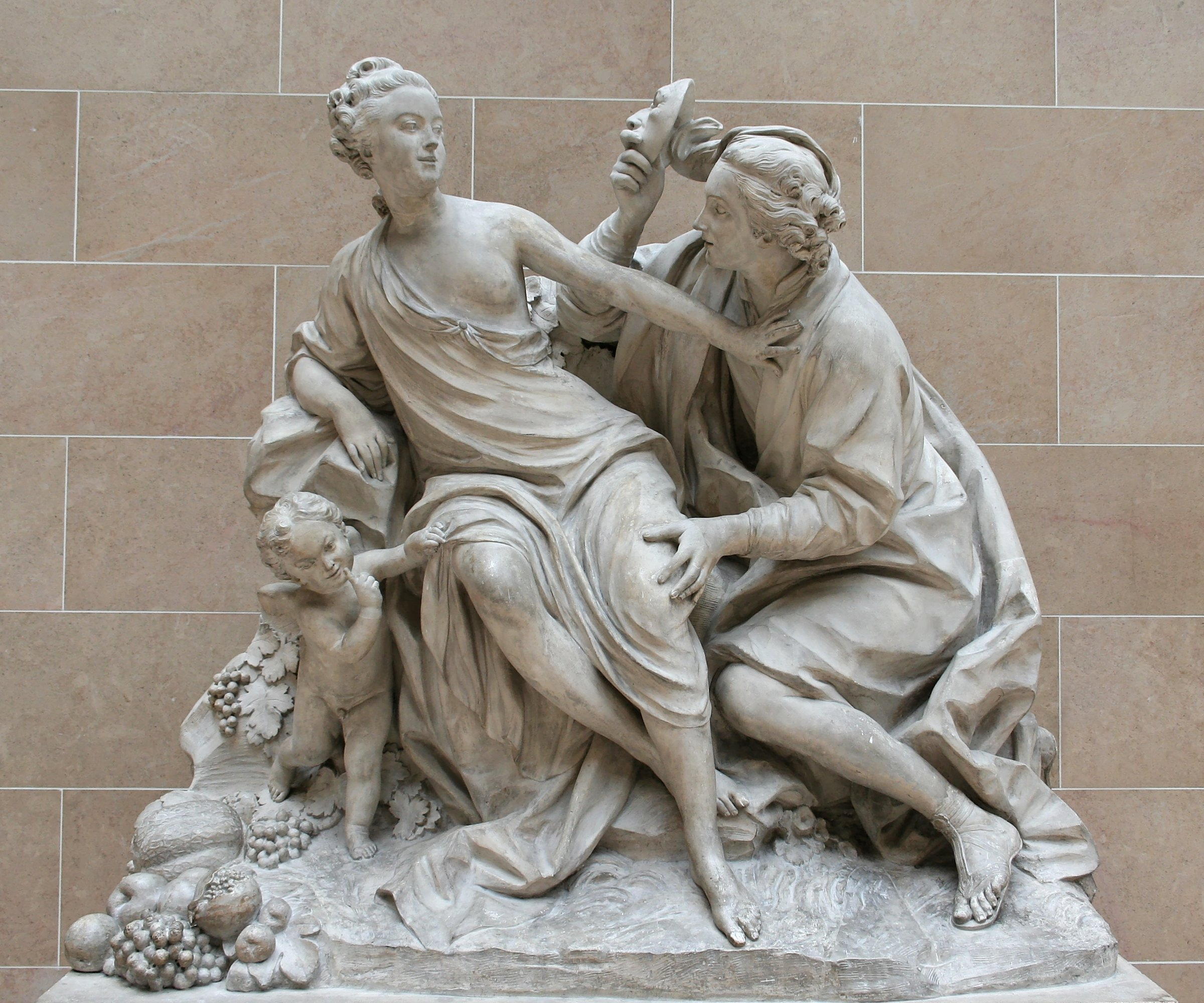
Vertumne et Pomone (1760), Paris, musée du Louvre.

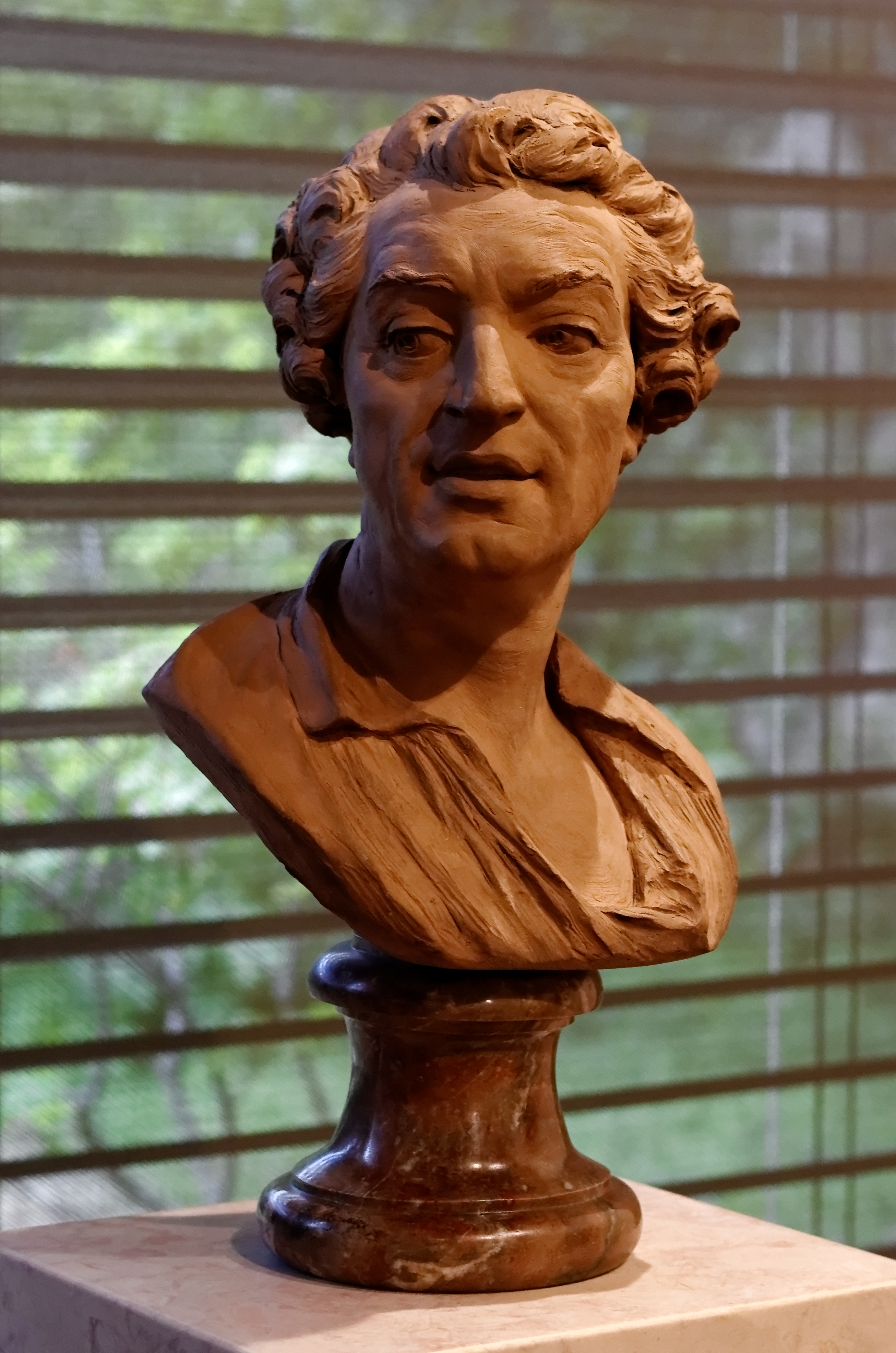
Pierre Honoré Robbé de Beauveset (1765), Lisbonne, musée Calouste-Gulbenkian.

### En Autriche
- Vienne, Kunsthistorisches Museum : Portrait de Marie-Antoinette Dauphine, buste en marbre ;

### Aux États-Unis
- Los Angeles, musée d'art du comté de Los Angeles : Portrait de Jean Restout, buste en terre cuite ;
- New York, Metropolitan Museum of Art : 
  - La Crainte des flèches de Cupidon, 1739-1740, groupe en marbre. Commandé en 1734 ou 1735 par Louis XV et offert au marquis de Marigny, qui le place dans le parc du château de Ménars, où il reste en place jusqu'au XIXe siècle[1] ;
  - Geneviève-Françoise Randon de Malboissière, buste en marbre, 1768[2] ;
- Washington, National Gallery of Art :
  - Jules-David Cromot, baron du Bourg, marbre, vers 1757[3] ;

### En France
- Angers, musée des beaux-arts : Portrait d'Ulrich Frédéric Waldemar, comte de Lœwendahl, maréchal de France (1700-1755), Salon de 1750, buste en terre cuite ;
- Bordeaux, place Royale : Statue équestre de Louis XV en bronze, 1743.
- Paris :
  - Hôtel de Soubise, rue des Francs-Bourgeois, appartements du prince de Soubise, quatre hauts-reliefs en plâtre, 1738 :
    - La Fable et la Vérité[4] ;
    - L'Arithmétique[5] ;
    - L'Épopée et la Tragédie[6] ;
    - L'Astronomie[7] ;

  - Musée Cognacq-Jay : Portrait d'Ulrich Frédéric Waldemar, comte de Lœwendahl (1700-1755), 1745-1750, buste en terre cuite sur piédouche en porphyre rouge d'Égypte[8] ;
  - Musée du Louvre :
    - Vertumne et Pomone, 1760, groupe en pierre[9] ;
    - Portrait de l'architecte Ange-Jacques Gabriel (1698-1782), buste en marbre[10] ;
    - Portrait du physicien et naturaliste René-Antoine Ferchault de Réaumur (1683-1757), 1751, buste en terre cuite[11] ;
    - Fillette au fichu, 1769, buste, plâtre original[12] ;
    - Louis XV, roi de France et de Navarre (1710-1774), statuette en terre cuite, esquisse pour la statue réalisée en bronze dans une niche de l'hôtel de ville sur la place royale de Rennes, faisant partie du monument inauguré en 1751[13] ;
    - Réduction du monument à Louis XV élevé à Rennes, 1777, groupe en bronze[14] ;
    - Modèle du monument à Louis XV destiné à la ville de Rouen, 1772, groupe en bronze[15] ;
    - Portrait du peintre Noël Nicolas Coypel (1690 - 1734), 1730, buste en terre cuite[16] ;
    - Portrait de Marie-Adélaïde de France, dite Madame Adélaïde, fille de Louis XV (Versailles, 1732-Trieste, 1800), buste en marbre[17] ;
    - Portrait d'Ulrich Frédéric Waldemar, comte de Lœwendahl, maréchal de France (1700-1755), vers 1750, buste en marbre[18] ;
- Tours, musée des beaux-arts : Portrait de Jean Florent de Vallière (1667-1759), inspecteur général de l'Artillerie ;
- Versailles, châteaux de Versailles et de Trianon :
  - Portrait de Louis Phélypeaux, comte de Saint-Florentin, duc de la Vrillière (1705-1777), 1759, buste en marbre ;
  - Portrait de Louis XV, roi de France et de Navarre (1710-1774), 1769, buste en marbre ;
  - Le Dieu Océan, bassin de Neptune.

### Au Portugal
- Lisbonne, musée Calouste-Gulbenkian : Pierre Honoré Robbé de Beauveset, 1765, buste en terre cuite.

## Élèves
- Jean Guillaume Moitte (1746-1810)
- Augustin Pajou